# Турбовский сахарный завод
Турбовский сахарный завод — предприятие пищевой промышленности в посёлке городского типа Турбов Липовецкого района Винницкой области Украины, прекратившее своё существование.

## История

### 1847—1917
Свеклосахарный завод в селе Турбов Бердического уезда Киевской губернии Российской империи был построен помещиками Драгомирецкими в 1847 году. Запуск завода привёл к увеличению посевов сахарной свеклы — завод не только выращивал свеклу на арендованных участках земли, но и закупал её у местных крестьян.
В 1852 году на заводе работало свыше 130 человек, но условия работы были тяжёлыми, а зарплата рабочих составляла 6 — 7 копеек в день.
В 1861 году Драгомирецкие сдали завод в аренду на десять лет в обмен на выплату им 1525 рублей серебром в год. Арендаторы (в 1879 году создавшие акционерное общество) значительно расширили предприятие. В сентябре 1879 года на сахарном заводе имела место первая забастовка, которая продолжалась несколько дней. В 1900 году здесь работало 400 работников.
В 1900 году при сахарном заводе открыли больницу на 15 коек, в которой работал один фельдшер.
В сезон сахароварения 1903/1904 года завод произвёл 323 тыс. пудов сахара (в 3,5 раз больше, чем в 1880/1881 гг.).
В ходе первой русской революции в мае 1905 года рабочие сахарного завода начали забастовку, выдвинув требования повысить заработную плату, сократить рабочий день и улучшить условия труда. К ним присоединились работники других предприятий Турбова.
В 1906 году к селу была проложена узкоколейная железная дорога, которая использовалась всеми находившимися в Турбове предприятиями.
В 1914 году на сахарном заводе начали использовать электроэнергию.
После начала первой мировой войны в 1914 году объемы производства сахара на заводе сократились в связи с мобилизацией части мужчин призывного возраста в действующую армию и сокращением посевов сахарной свеклы.

### 1918—1991
15 февраля 1918 года в Турбове была провозглашена Советская власть, однако уже в марте он был оккупирован австро-немецкими войсками (которые оставались здесь до ноября 1918 года). В дальнейшем Турбов оказался в зоне боевых действий гражданской войны и власть здесь несколько раз менялась.
В июне 1920 года польские войска были выбиты из Турбова частями РККА, остановивший работу сахарный завод был национализирован и после окончания ремонтных работ — возобновил работу.
В ходе индустриализации 1930-х годов завод получил новое оборудование и увеличил мощности, в 1940 году он произвёл 26 тыс. тонн сахара сверх плана. Кроме того, в это время при сахарном заводе были открыты курсы подготовки рабочей молодёжи для поступления в высшие учебные заведения.
В ходе Великой Отечественной войны 20 июля 1941 года Турбов оккупировали немецко-румынские войска. 14 марта 1944 года советские войска освободили селение.
При отступлении гитлеровцы вывели из строя предприятие, поэтому в 1944 году в помещениях завода организовали выпуск запасных частей к тракторам, сельхозинструмента и иных металлоизделий. В 1945—1947 гг. в соответствии с четвёртым пятилетним планом восстановления и развития народного хозяйства СССР завод был восстановлен и возобновил работу (кроме того, на средства предприятия с 1945 до 1970 гг. были построены шесть двухэтажных жилых домов для работников завода).
В 1950 году завод был награждён денежной премией и переходящим Красным знаменем министерства пищевой промышленности СССР и ВЦСПС. В дальнейшем, завод был оснащён новым оборудованием (после этого, в 1958 году он произвёл 16,8 тыс. тонн сахара — на 9,9 тыс. тонн больше, чем в 1950 году).
В 1962 году завод был реконструирован, после чего его производственная мощность увеличилась до 36,4 тыс. тонн сахара в год.
В целом, в советское время сахарный завод входил в число ведущих предприятий посёлка, на его балансе находились объекты социальной инфраструктуры.

### После 1991
После провозглашения независимости Украины завод перешёл в ведение Государственного комитета пищевой промышленности Украины.
В мае 1995 года Кабинет министров Украины утвердил решение о приватизации завода. В дальнейшем, государственное предприятие было преобразовано в открытое акционерное общество.
3 июня 1999 года Кабинет министров Украины передал завод в управление облгосадминистрации Винницкой области.
В декабре 2000 года арбитражный суд Винницкой области возбудил дело о банкротстве завода.
В дальнейшем завод был разобран на металлолом.